# Dunhill Links Championship

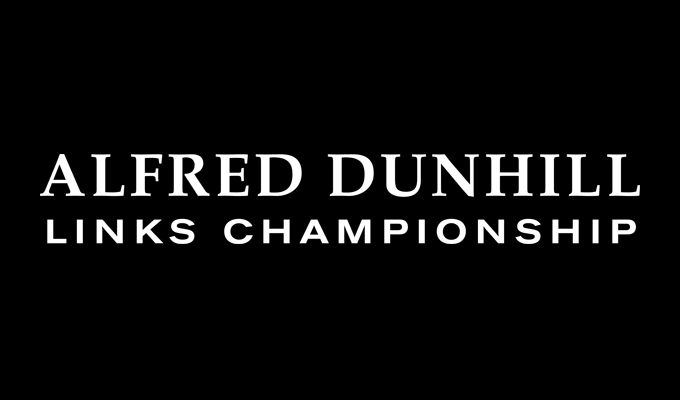
The Alfred Dunhill Links Championship logotyp

Dunhill Links Championship, numera kallad The Alfred Dunhill Links Championship, är en årlig internationell golfturnering för män som spelas på tre linksbanor i Skottland. Golfbanorna är Kingsbarns, Carnoustie och den anrika Old Course på S:t Andrews. Turneringen infördes 2001 och ersatte då den tidigare Alfred Dunhill Cup. Turneringen spelas först i lag och är öppen för både professionella spelare som för amatörer och bland amatörerna får även kvinnor delta. Lag bestående av en professionell spelare och en amatör spelar en runda var på varje bana, därefter går de 60 främsta proffsen och de 20 bästa lagen vidare till slutomgången, som spelas på S:t Andrews. Vinnaren erhåller en prissumma på 800 000 dollar.

## Vinnare av proffsturneringen
- 2001:  Paul Lawrie
- 2002:  Padraig Harrington
- 2003:  Lee Westwood
- 2004:  Stephen Gallacher
- 2005:  Colin Montgomerie
- 2006:  Padraig Harrington
- 2007:  Nick Dougherty
- 2008:  Robert Karlsson
- 2009:  Simon Dyson
- 2010:  Martin Kaymer
- 2011:  Michael Hoey
- 2012:  Branden Grace
- 2013:  David Howell
- 2014:  Oliver Wilson
- 2015:  Thorbjørn Olesen
- 2016:  Tyrrell Hatton
- 2017:  Tyrrell Hatton
- 2018:  Lucas Bjerregaard
- 2019:  Victor Perez
- 2020: inställd på grund av covid-19-pandemin.[1]
- 2021:  Danny Willett
- 2022:  Ryan Fox